# 軽レッカ
軽レッカ（けいレッカ）は、ベース車が3 1/2tトラック（73式大型トラック」）の陸上自衛隊の装備する車両。主に後方支援部隊に配備され、整備作業等に使用される。

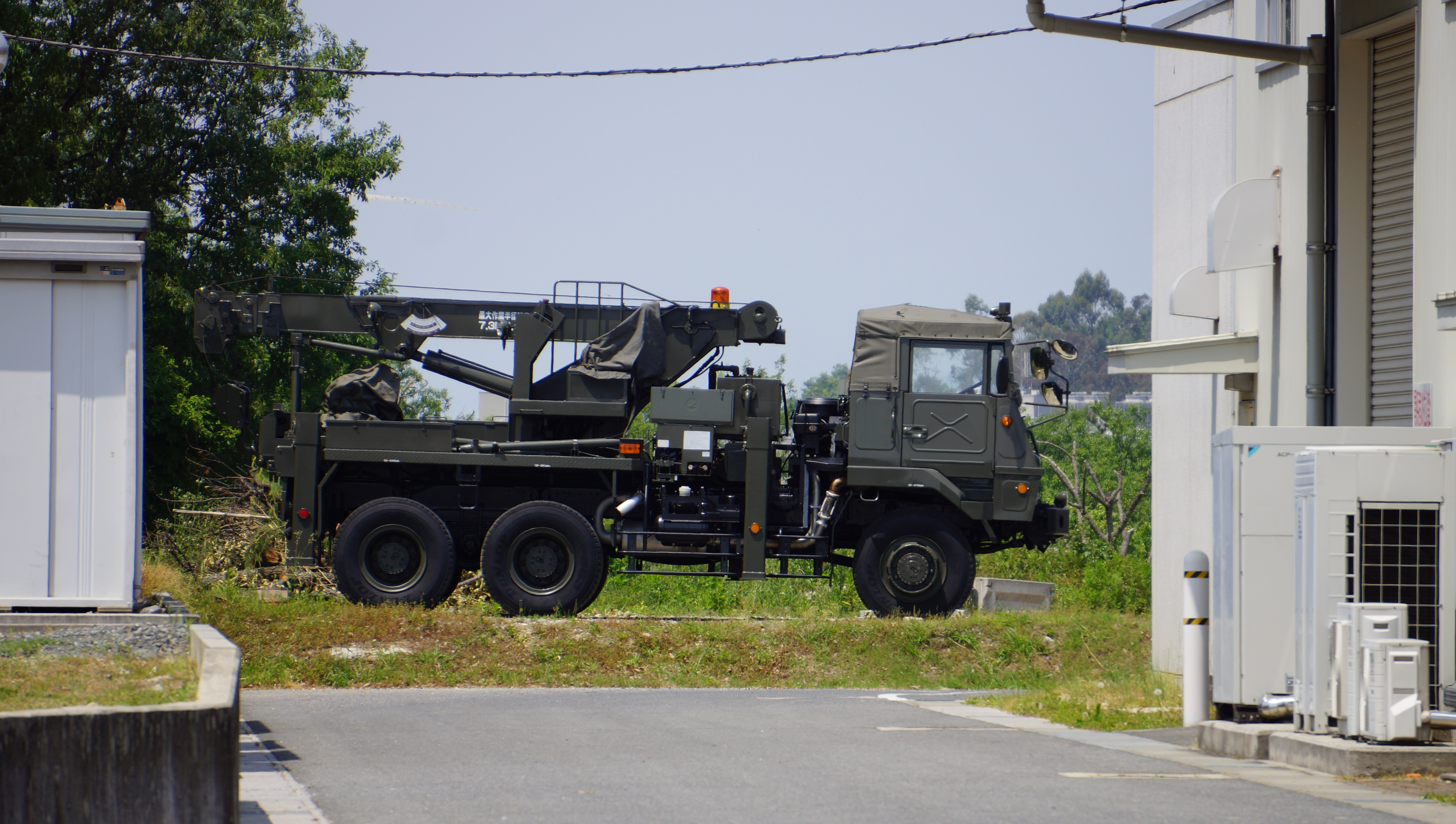
軽レッカ (奈良基地、2013年)

また、航空自衛隊でも同一仕様の車輌が「レッカ車」として配備されている。

## 特徴
後方支援部隊などで、器材搬送、重量物据付、小型車両の牽引などに使用される。4,800kgを超える重量物や高機動車以上の車両など（戦車のエンジン、砲塔など）は重レッカが担当する。
塗色は迷彩柄にはなっておらず、OD色である。

レッカー車としての役割を最大限発揮するために、車体前部のバンパーにはウインチが装着されている。

## 諸元
- 全長：7,810mm
- 全幅：2,490mm
- 全高：3,060mm
- 重量：14,100kg
- 出力：240ps
- 最高速度：95km/h
- 吊上能力：4,800kg
- 製作：いすゞ自動車